# أسباب السرطان
السرطان مرض تسببه التغيرات الجينية التي تؤدي إلى نمو الخلايا غير المنضبط وتكوين الورم. السبب الأساسي للسرطانات (غير العائلية) هو تلف الحمض النووي وعدم الاستقرار الجينومي. وهناك أقلية من السرطانات ناتجة عن طفرات جينية وراثية. ترتبط معظم أنواع السرطان بأسباب بيئية أو أنماط الحياة أو السلوك. السرطان ليس معديا بشكل عام في البشر، على الرغم من أنه يمكن أن يكون ناجما عن فيروسات ورمية وبكتيريا سرطانية. يشير المصطلح "بيئي"، كما يستخدمه باحثو السرطان، إلى كل شيء خارج الجسم يتفاعل مع البشر. لا تقتصر البيئة على البيئة الفيزيائية الحيوية (مثل التعرض لعوامل مثل تلوث الهواء أو أشعة الشمس)، بل تشمل أيضًا نمط الحياة والعوامل السلوكية.
أكثر من ثلث وفيات السرطان في جميع أنحاء العالم (وحوالي 75-80٪ في الولايات المتحدة) يمكن تجنبها عن طريق الحد من التعرض لعوامل معروفة. تشمل العوامل البيئية الشائعة التي تسهم في الوفاة بالسرطان التعرض للعوامل الكيميائية والفيزيائية المختلفة (يسبب تعاطي التبغ 25-30٪ من وفيات السرطان)، والملوثات البيئية، والنظام الغذائي والسمنة (30-35٪)، والعدوى (15-20٪)، والإشعاع (ما يصل إلى 10٪). تعمل هذه العوامل، على الأقل جزئيًا، عن طريق تغيير وظيفة الجينات داخل الخلايا. عادة ما تكون هناك حاجة إلى حدوث الكثير من هذه التغييرات الجينية قبل تطور السرطان. تعتبر الشيخوخة جانبًا مهمًا يجب مراعاته عند تقييم عوامل الخطر لتطوير سرطان معين. تتراكم العديد من التغييرات الجزيئية والخلوية المرتبطة بتطور السرطان أثناء عملية الشيخوخة وتتحول في نهاية الأمر إلى سرطان.

## العوامل الجينية

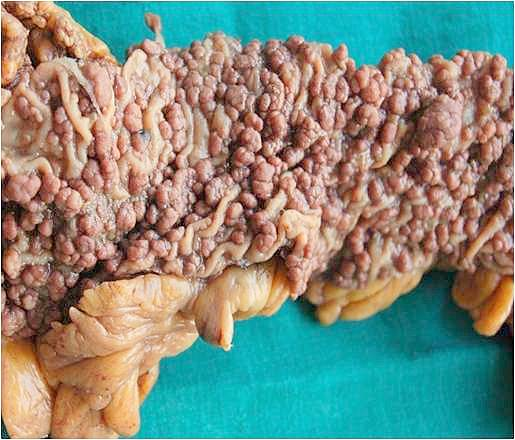
بوليبات متعددة داخل القولون لدى فرد يعاني من داء السلائل الورمي الغدي العائلي.

على الرغم من وجود أكثر من 50 نوعًا من أنواع السرطان الوراثية المحددة، إلا أن أقل من 0.3٪ من البشر يحملون طفرة جينية مرتبطة بالسرطان ويشكلون أقل من 3 إلى 10٪ من جميع حالات السرطان. الغالبية العظمى من السرطانات غير وراثية ("sporadic cancers"). تتسبب في السرطانات الوراثية في المقام الأول عيوب جينية وراثية. إن متلازمة السرطان أو متلازمة السرطان العائلي هي اضطراب وراثي تؤدي فيه الطفرات الوراثية الموروثة في واحد أو أكثر من الجينات إلى تعريض الأفراد المتأثرين لتكوين السرطانات وقد تسبب أيضًا ظهور هذه السرطانات في وقت مبكر. على الرغم من أن متلازمات السرطان تسبب زيادة خطر الإصابة بالسرطان، إلا أن الخطر يختلف من حالة لأخرى. وبالنسبة لبعض هذه الأمراض، فإن السرطان ليس السمة الأساسية وهو نتيجة نادرة.
تنجم العديد من حالات متلازمة السرطان عن حدوث طفرات في الجينات الكابتة للأورام التي تنظم نمو الخلايا. تغير الطفرات الشائعة الأخرى وظيفة جينات ترميم الحمض النووي، الجينات الورمية والجينات المشاركة في توليد الأوعية الدموية. بعض الطفرات الموروثة في الجينات BRCA1 و BRCA2 تسبب أكثر من 75٪ من خطر الاصابة بسرطان الثدي وسرطان المبيض. بعض الاضطرابات الجينية الموروثة التي يمكن أن تسبب سرطان القولون والمستقيم تشمل داء السلائل الورمي الغدي العائلي وسرطان القولون المستقيمي اللاسليلي الوراثي. ومع ذلك، تمثل هذه أقل من 5٪ من حالات سرطان القولون. في كثير من الحالات، يمكن استخدام الفحص الجيني لتحديد الجينات أو الكروموسومات المتحورة التي يتم تمريرها عبر الأجيال.

### متلازمات السرطان
- توسع الشعيرات
- متلازمة بلوم
- BRCA1 وBRCA2
- فقر دم فانكوني
- داء السلائل الورمي الغدي العائلي
- متلازمة سرطان الثدي-المبيض الوراثي
- سرطان القولون المستقيمي اللاسليلي الوراثي
- متلازمة لي-فراوميني
- متلازمة سرطان الخلايا القاعدية
- داء فون هيبل لينداو
- متلازمة فيرنر
- جفاف الجلد المصطبغ

## العوامل الجسدية والكيميائية والعمل
وقد ارتبطت مواد معينة، تُعرف بالمسرطنات، بأنواع معينة من السرطان. ومن الأمثلة الشائعة على المواد المسرطنة غير المشعة الأسبستوس المستنشَق، وبعض الديوكسينات، ودخان التبغ. ورغم أن عامة الناس يربطون عمومًا بين المسرطنة والمواد الكيميائية المصنعة، فمن المرجح أن تنشأ المسرطنات في كل من المواد الطبيعية والمصنّعة. وتشير التقديرات إلى أن ما يقرب من 20 ألف حالة وفاة بالسرطان و40 ألف حالة إصابة جديدة بالسرطان كل عام في الولايات المتحدة تعزى إلى العمل. يموت كل عام ما لا يقل عن 200 ألف شخص حول العالم بسبب السرطان المرتبط بمكان العمل. يتعرض ملايين العمال لخطر الإصابة بالسرطان مثل سرطان الرئة وورم المتوسطة نتيجة استنشاق ألياف الأسبست ودخان التبغ، أو ابيضاض الدم من التعرض  للبنزين في أماكن عملهم. يُعتقد أن السرطان المرتبط بمهنة الشخص يمثل ما بين 2-20% من جميع الحالات. تحدث معظم حالات الوفاة بسبب السرطان الناجمة عن عوامل الخطر المهنية في العالم المتقدم. لا يبدو أن ضغوط العمل تشكل عاملاً هاماً على الأقل في سرطان الرئة والقولون والمستقيم والثدي والبروستات. كانت إن المشاركة في عملية رانتشهاند في فيتنام أثناء حرب فيتنام من الحالات التي زاد فيها خطر الإصابة بسرطان الغدد الليمفاوية؛ وكذا العيش بالقرب من ملعب غولف، أو العيش في مزرعة، وذلك بسبب التعرض للمادة الكيميائية 2,4-D. وعندما تخلط مادة2,4-D بمبيد حشري أو مبيد أعشاب كيميائي آخر، 2,4-T، بنسبة 50:50، ينتج ما يُعرف بالعامل البرتقالي..

### التدخين

يرتبط حدوث سرطان الرئة ارتباطًا كبيرًا بالتدخين.

يرتبط تدخين التبغ بالعديد من أشكال السرطان، ويسبب 80٪ من حالات سرطان الرئة. أظهرت عقود من الأبحاث العلاقة بين تعاطي التبغ والسرطان في الرئة والحنجرة والرأس والعنق والمعدة والمثانة والكلى والمريء والبنكرياس. هناك بعض الدلائل التي تشير إلى زيادة صغيرة في خطر الإصابة بسرطان الدم النخاعي وسرطان الجيوب الأنفية الحرشفية وسرطان الكبد وسرطان القولون والمستقيم وسرطانات المرارة والغدة الكظرية والأمعاء الدقيقة وسرطانات الطفولة المختلفة. يحتوي دخان التبغ على أكثر من خمسين مادة مسرطنة معروفة، بما في ذلك النتروزامين والهيدروكربونات العطرية متعددة الحلقات. يعد التبغ مسؤولاً عن واحد من كل ثلاثة حالات وفاة بالسرطان في العالم المتقدم، وحوالي واحدة من كل خمس وفيات في جميع أنحاء العالم. عكست معدلات الوفيات الناجمة عن سرطان الرئة في الولايات المتحدة أنماط التدخين، حيث الزيادة في معدلات التدخين تليها زيادات كبيرة في معدلات الوفيات بسرطان الرئة، وفي الآونة الأخيرة، أدى الانخفاض في معدلات التدخين منذ عقد الخمسينات إلى انخفاض في معدلات الوفيات بسرطان الرئة لدى الرجال منذ عام 1990. ومع ذلك، لا يزال عدد المدخنين في جميع أنحاء العالم في ارتفاع، مما أدى إلى ما وصفته بعض المنظمات بأنه "وباء التبغ".
السجائر الإلكترونية هي أجهزة إلكترونية محمولة تحاكي الشعور بتدخين التبغ. قد يؤدي الاستخدام اليومي طويل الأمد للسجائر الإلكترونية ذات الجهد العالي (5.0 فولت) إلى إنتاج مواد كيميائية تشكِّل فورمالدهايد بمستوى أعلى من التدخين، والذي تم تحديده على أنه يزيد من خطر الإصابة بالسرطان مدى الحياة بحوالي 5 إلى 15 مرة أكثر من التدخين. ومع ذلك، فإن السلامة العامة والآثار الصحية طويلة الأجل للسجائر الإلكترونية لا تزال غير مؤكدة.

### المواد

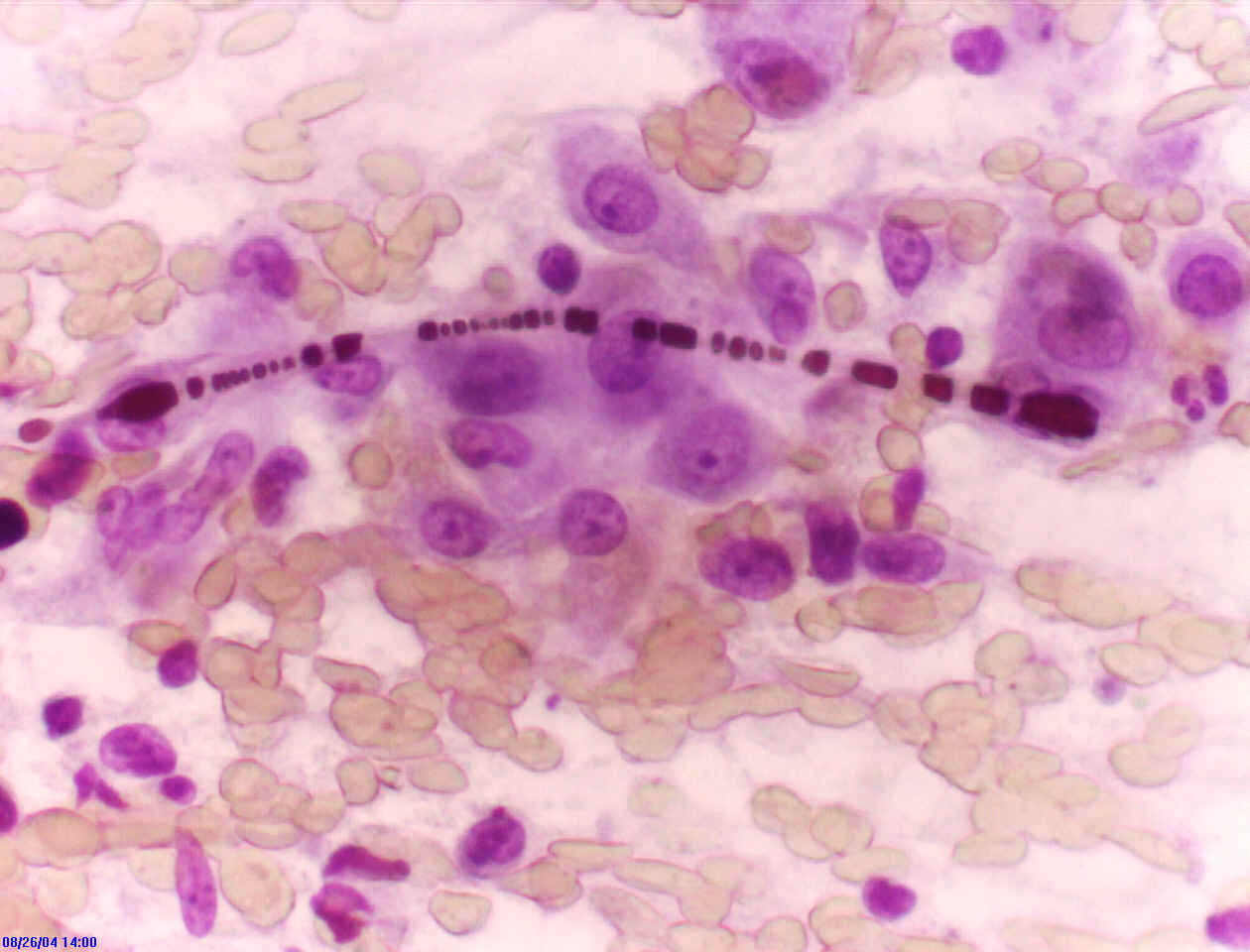
أسبستوس في شريحة خلوية.

بعض المواد تسبب السرطان في المقام الأول من خلال آثارها الفيزيائية، وليس الكيميائية، على الخلايا. ومن الأمثلة البارزة على ذلك التعرض الطويل للأسبست، والألياف المعدنية الطبيعية والتي تشكل أحد الأسباب الرئيسية لورم المتوسطة، والذي يعد سرطان في الغشاء المصلي، وعادة ما يكون الغشاء المصلي المحيط بالرئتين. المواد الأخرى في هذه الفئة، بما في ذلك الألياف التطبيعية والألياف الإسبستية الاصطناعية مثل الولاستونيت، والأتابولجيت، والصوف الزجاجي، والصوف الصخري، يعتقد أن لها تأثيرات مماثلة. المواد الجسيمية غير الليفية التي تسبب السرطان تشمل مسحوق معدني الكوبالت والنيكل، والسيليكا البلورية (الكوارتز، cristobalite، وtridymite). عادة، يجب أن تدخل المواد المسببة للسرطان إلى داخل الجسم (مثل استنشاق قطع صغيرة) وتتطلب سنوات من التعرض إليها للإصابة بالسرطان. تشمل المواد المسرطنة الشائعة ما يلي:
- زرنيخ
- الأسبست
- البنزين
- البيريليوم
- الكادميوم
- الكروم
- أكسيد الإثيلين
- النيكل
- البلوتونيوم

## نمط الحياة
تسهم العديد من عوامل نمط الحياة المختلفة في زيادة خطر الإصابة بالسرطان. معاً، يرتبط النظام الغذائي والسمنة بحوالي 30-35٪ من وفيات السرطان. تتضمن التوصيات الغذائية للوقاية من السرطان عادة التركيز على الخضراوات والفواكه والحبوب الكاملة والأسماك وتجنب اللحوم المصنعة واللحوم الحمراء والدهون الحيوانية والكربوهيدرات المكررة. الأدلة لدعم هذه التغييرات الغذائية ليست نهائية.

### كحول

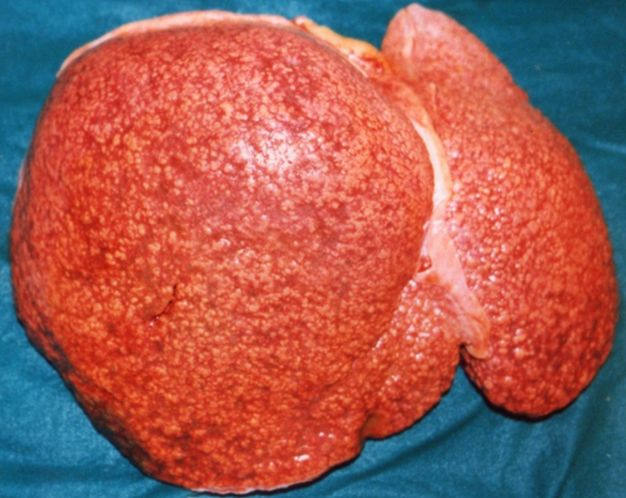
يمكن أن يؤدي التلف المزمن الناجم عن استهلاك الكحول إلى تليف الكبد (في الصورة أعلاه) وتطور سرطان الكبد.

الكحول هو مثال على مادة مسرطنة كيميائية. صنفت منظمة الصحة العالمية الكحول كمسرطن من المجموعة الأولى. في أوروبا الغربية 10٪ من السرطانات لدى الذكور و3٪ من السرطانات لدى الإناث تُنسب إلى الكحول. في جميع أنحاء العالم، 3.6٪ من جميع حالات السرطان و3.5٪ من وفيات السرطان تعزى إلى الكحول. على وجه الخصوص، تبين أن تعاطي الكحول يزيد من خطر الإصابة بسرطانات الفم والمريء والبلعوم والحنجرة والمعدة والكبد والمبيض والقولون. تتضمن الآلية الرئيسية لتطور السرطان زيادة التعرض للأسيتالديهيد، وهو مادة مسرطنة وناتج من الإيثانول. وقد اقترحت آليات أخرى، بما في ذلك أوجه القصور الغذائية المرتبطة بالكحول، والتغيرات في مثيلة الحمض النووي، وتحريض الإجهاد التأكسدي في الأنسجة.

### الغذاء
تم ربط بعض الأطعمة المحددة بسرطانات معينة. أظهرت الدراسات أن الأفراد الذين يتناولون اللحوم الحمراء أو المعالجة لديهم خطر أعلى للإصابة بسرطان الثدي وسرطان البروستاتا وسرطان البنكرياس. يمكن تفسير ذلك جزئيًا بوجود المواد المسرطنة في الطعام المطبوخ في درجات حرارة عالية. تشمل عوامل الخطر المتعددة لتطور سرطان القولون المستقيم تناول كميات كبيرة من الدهون والكحول واللحوم الحمراء والمعالجة والسمنة وعدم ممارسة الرياضة البدنية. يرتبط النظام الغذائي الذي يحتوي على نسبة عالية من الملح بسرطان المعدة. يرتبط Aflatoxin B1، وهو تلوث غذائي متكرر، بسرطان الكبد. تبين أن مضغ التنبول يسبب سرطانات الفم.
العلاقة بين النظام الغذائي وتطور أنواع معينة من السرطانات قد تفسر جزئيا الاختلافات في معدل الإصابة بالسرطان في مختلف البلدان. على سبيل المثال، يعد سرطان المعدة أكثر شيوعًا في اليابان بسبب تواتر الوجبات الغذائية عالية الملح وسرطان القولون أكثر شيوعًا في الولايات المتحدة بسبب زيادة تناول اللحوم المصنعة والحمراء. تميل مجتمعات المهاجرين إلى تطوير نفس خطر الإصابة بالسرطان الخاص ببلدهم الجديد، غالبًا في غضون جيل واحد إلى جيلين، مما يشير إلى وجود صلة جوهرية بين النظام الغذائي والسرطان.

### البدانة
| رجال                 | نساء                         |
| -------------------- | ---------------------------- |
| سرطان قولوني مستقيمي | سرطان قولوني مستقيمي         |
| سرطان المريء         | سرطان بطانة الرحم            |
| سرطان الكلية         | سرطان المريء                 |
| سرطان البنكرياس      | سرطان المرارة                |
| سرطان الغدة الدرقية  | سرطان الكلية                 |
|                      | سرطان البنكرياس              |
|                      | سرطان الثدي بعد انقطاع الطمث |

في الولايات المتحدة، يرتبط الوزن الزائد في الجسم بتطور العديد من أنواع السرطان وهو عامل في 14-20٪ من جميع وفيات السرطان. كل عام، يرتبط حوالي 85000 تشخيص جديد للسرطان في الولايات المتحدة بالسمنة. الأفراد الذين يخضعون لجراحة لعلاج البدانة لفقدان الوزن يقللون بذلك من حالات الإصابة بالسرطان والوفيات.
هناك علاقة بين السمنة وسرطان القولون، وسرطان الثدي بعد انقطاع الطمث، وسرطان بطانة الرحم، وسرطان الكلى، وسرطان المريء. كما تم ربط السمنة بتطور سرطان الكبد. يرتبط الفهم الحالي فيما يتعلق بآلية تطور السرطان في السمنة بمستويات غير طبيعية من البروتينات الأيضية (بما في ذلك عوامل النمو الشبيهة بالأنسولين) والهرمونات الجنسية (هرمون الإستروجين، والأندروجينات والبروجستيرون). تخلق الأنسجة الدهنية أيضًا بيئة ملتهبة قد تسهم في تطور السرطان.
يُعتقد أن عدم النشاط البدني يساهم في خطر الإصابة بالسرطان ليس فقط من خلال تأثيره على وزن الجسم ولكن أيضًا من خلال التأثيرات السلبية على الجهاز المناعي ونظام الغدد الصماء. يرجع أكثر من نصف التأثير الناتج عن النظام الغذائي إلى التغذية المفرطة بدلاً من تناول القليل من الأطعمة الصحية.

## الهرمونات

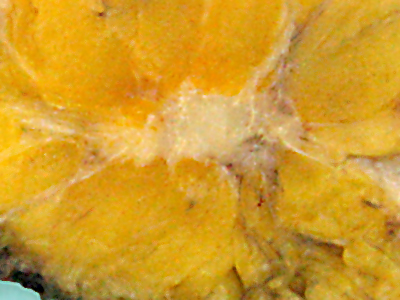
المظهر العياني لسرطان الأقنية بالثدي. الورم عبارة عن كتلة شاحبة على شكل سرطان البحر في الوسط، وتحيط بها أنسجة دهنية عادية صفراء.

تلعب بعض الهرمونات دورًا في تطور السرطان من خلال تعزيز تكاثر الخلايا. تلعب عوامل النمو الشبيهة بالأنسولين وبروتيناتها المرتبطة بها دورًا رئيسيًا في نمو الخلايا السرطانية والتمايز وموت الخلايا المبرمج، مما يشير إلى تورط محتمل في التسرطن.
الهرمونات هي عوامل مهمة في السرطانات المرتبطة بالجنس مثل سرطان الثدي، وبطانة الرحم، والبروستاتا، والمبيض، والخصية، وكذلك لسرطان الغدة الدرقية وسرطان العظام. على سبيل المثال، لدى بنات النساء المصابات بسرطان الثدي مستويات أعلى بكثير من هرمون الإستروجين والبروجسترون من بنات النساء اللائي لم يصبن بسرطان الثدي. قد تفسر مستويات الهرمونات المرتفعة هذه سبب ارتفاع خطر الإصابة بسرطان الثدي لدى هؤلاء النساء، حتى في حالة عدم وجود جين سرطان الثدي. وبالمثل، فإن الرجال من أصل أفريقي لديهم مستويات أعلى بكثير من هرمون التستوستيرون من الرجال من أصل أوروبي، ولديهم مستوى أعلى بكثير من سرطان البروستاتا. الرجال من أصل آسيوي، ذوي أدنى مستويات من Androstanediol glucuronide المنشط لهرمون التستوستيرون، لديهم أدنى مستويات من سرطان البروستاتا.
هناك عوامل أخرى مهمة أيضًا: الأشخاص الذين يعانون من السمنة المفرطة لديهم مستويات أعلى من بعض الهرمونات المرتبطة بالسرطان وارتفاع معدل تلك السرطانات. النساء اللائي يتناولن العلاج بالهرمونات البديلة أكثر عرضة للإصابة بالسرطان المرتبط بهذه الهرمونات. من ناحية أخرى، فإن الأشخاص الذين يمارسون التمارين الرياضية أكثر من المتوسط لديهم مستويات أقل من هذه الهرمونات، ومخاطر أقل للإصابة بالسرطان. قد يتم تعزيز الساركوما العظمية بواسطة هرمونات النمو.
تستفيد بعض العلاجات والطرق الوقائية من هذا السبب عن طريق خفض مستويات الهرمونات بشكل مصطنع، وبالتالي تثبيط السرطانات الحساسة للهرمونات. لأن هرمونات الستيرويد هي محركات قوية للتعبير الجيني في بعض الخلايا السرطانية، فإن تغيير مستويات أو نشاط بعض الهرمونات يمكن أن يتسبب في توقف بعض أنواع السرطان أو حتى موت الخلايا. ولعل المثال الأكثر شيوعًا للعلاج الهرموني في علم الأورام هو استخدام عقار تاموكسيفين لمستقبلات هرمون الإستروجين الانتقائية لعلاج سرطان الثدي. فئة أخرى من العوامل الهرمونية، مثبطات الأروماتاز، لديها الآن دور موسع في علاج سرطان الثدي.

## انظر ايضًا
- قائمة بعلاجات السرطان غير المثبتة أو المرفوضة
- سرطان مجهول المنشأ